# Lycée Notre-Dame-de-Mongré
Le lycée Notre-Dame-de-Mongré, couramment appelé Mongré, est un établissement d'enseignement secondaire privé catholique situé à Villefranche-sur-Saône, dans le Rhône (France). Il accueille plus de 2 000 élèves de la maternelle à la terminale. Ses élèves sont appelés « Mongréens ». Sa devise officielle est « Christo in adolescentibus » (« Pour le Christ qui est dans les adolescents ») ; sa devise informelle, sous forme de jeu de mots, serait « Le gré de Dieu, mon gré ! ».  
Pendant la seconde moitié du XIXe siècle et la première moitié du XXe siècle, l'établissement est l’un des plus importants collèges jésuites de France. 

## Histoire
L'histoire de Mongré débute le 14 août 1842, jour où Mlle Bottu de La Barmondière lègue le domaine de Mongré à la congrégation des Pères jésuites pour y construire un établissement d’éducation pour adolescents. La première rentrée s’effectue en 1851 au Vieux Château (bâtiment démoli en 1964). Un siècle après, il passe en 1951 sous la direction des pères assomptionnistes pour être aujourd'hui dirigé par un corps enseignant laïc, tout en gardant une pédagogie d'inspiration ignatienne.
Les bâtiments, conçus par l'architecte M. Bresson, sortent de terre entre 1851 et 1853. La grande chapelle est achevée le 25 mai 1865 et, à la rentrée 1866, Mongré accueille 487 élèves. L'orgue installé dans la chapelle du lycée fut confectionné par Aristide Cavaillé-Coll en 1869. Les années qui suivent font vivre l'école au gré des grands événements de l’histoire. La direction du 'collège de Mongré' (comme il était alors appelé) va connaître trois périodes distinctes :
1. La période jésuite (1851-1951)
2. La période assomptionniste (1951-1975)
3. La période laïque (depuis 1975)

### Éléments de chronologie
- 1870-1871 : occupation par la Légion alsacienne et lorraine pendant trois mois.
- 1880 : départ de plusieurs pères jésuites après les décrets Jules Ferry qui visaient à supprimer l’influence de l’Église dans le domaine de l’éducation.
- 1901 : départ d’une partie de Mongré à Bollengo, l’autre partie restant sur place, mais sans pères jésuites.
- 1911 : Mongré quitte Villefranche-sur-Saône et s’installe dans l’Allier à Yzeure. Le domaine est saisi par le liquidateur des biens de la Compagnie de Jésus.
- 1913 : Mongré est vendu par le tribunal de Villefranche. Le 13 avril, une société civile composée d'anciens élèves rachète les bâtiments. En octobre, les pères jésuites regagnent Mongré et la rentrée des classes peut avoir lieu normalement.
- 1914-1918 : Mongré abrite un hôpital militaire où sont traités 2437 blessés. À la rentrée de 1918, l’effectif est de 364 élèves.
- 1939 : réquisition de Mongré, exode des classes secondaires au Vieux Château et des classes de primaire rue Nationale.
- 1940 : les pères jésuites renoncent momentanément à l’enseignement secondaire à Mongré où ils installent leur noviciat.
- Mi-juin 1940: 400 réfugiés et 150 artilleurs s’installent dans les locaux du lycée.
- Octobre 1940: rentrée de l’externat de Mongré dans le Vieux Château.
- 1941-1944 : les locaux abritent le noviciat, le juvénat de la Province jésuite de Lyon, ainsi que le Troisième An ; de plus sont installés, dans la partie Est successivement, des marins, un camp de jeunesse, des Allemands, des Mongols.
- 1944 : le 3 septembre, Villefranche-sur-Saône est libérée et les Allemands quittent Mongré sans aucun dégât.
- 1944-1945 : occupation des locaux par les FFI, puis par le 2e Cuirassier et une formation du Train des équipages.
- 1945 : installations successives à Mongré des étudiants en théologie de la Compagnie de Jésus et des Philosophes de Paris.
- 1946 : retour dans une aile des locaux actuels de l’externat du Vieux Château sous le nom d’institution Saint-Joseph. Fondation de l’Association familiale scolaire.
- 1949 : les jésuites renoncent à ouvrir à nouveau le collège de Mongré.
- 1950-1951 : réouverture du collège par l’Association familiale aidée par les pères assomptionnistes. L’institution Saint-Joseph devient le collège de Mongré; le 1er octobre, l’effectif est de 205 élèves.
- 1951-1952 : les pères assomptionnistes prennent en charge l’enseignement.
- 1960: signature d’un contrat d’association pour les classes secondaires (loi Debré), et d’un contrat simple pour les classes primaires. C’est le début d’un nouvel essor pour Mongré.
- 1962 : les classes terminales deviennent mixtes et accueillent les jeunes filles du pensionnat Notre-Dame.
- 1964 : démolition du Vieux Château et construction des stades situés à l’Est du domaine.
- 1967 : l’effectif dépasse pour la première fois 500 élèves.
- 1968 : La mixité s’étend aux classes du secondaire.
- 1975 : L’effectif est de 750 élèves.
- 1996 : la tutelle est dévolue aux religieuses de l'Assomption du réseau d'établissements scolaires catholiques Assomption France.
- 1998 : Fondation de la chorale des Petits Chanteurs de Mongré par Vincent Coiffet.
- 2003 : Voyage des Petits Chanteurs de Mongré à Rome (Italie).
- 2010 : Voyage des Petits Chanteurs de Mongré à Florence (Italie).
- 2015 : L'effectif dépasse 2000 élèves.
- 2019 : Inscription partielle aux monuments historiques des bâtiments[6].

## La tradition jésuite
De tradition ignacienne, ce lycée comporte des classes de maternelle, une école primaire, un collège et un lycée (baccalauréats de sections littéraire, économique et sociale, et scientifique).
Enseignement et éducation insistent sur la recherche de l'excellence personnelle, ce qui se traduit par de fortes exigences académiques, mais aussi un fort accent sur le développement personnel. La prise de confiance en soi est la première étape de la « méthode mongréenne » censée aider les élèves à trouver leurs voies professionnelles.

## Les Petits Chanteurs de Mongré
Créés en 1998 par Vincent Coiffet, les Petits Chanteurs de Mongré sont composés d'environ cinquante élèves du collège et du lycée. Affiliés à la fédération des Pueri Cantores, ils représentent l’établissement lors d’évènements et de concerts. En 2019, les Petits Chanteurs sont dirigés avec deux autres chœur par John Rutter pour un concert à Lyon. Ils ont enregistrés deux CD. Depuis septembre 2019, la direction du chœur est assurée par Véronique Mille. Le 21 février 2020, le chœur accueille les Petits Chanteurs à la Croix de Bois pour un concert dans la Grande Chapelle de l’établissement. Les chanteurs participent régulièrement aux Journées du Patrimoines organisées par l'école.

## Classement du lycée
En 2015, le lycée se classe 22e sur 67 au niveau départemental quant à la qualité d'enseignement, et 551e au niveau national. Le classement s'établit sur trois critères : le taux de réussite au bac, la proportion d'élèves de première qui obtient le baccalauréat en ayant fait les deux dernières années de leur scolarité dans l'établissement, et la valeur ajoutée (calculée à partir de l'origine sociale des élèves, de leur âge et de leurs résultats au diplôme national du brevet).

## Personnalités

### Anciens élèves célèbres
Par ordre chronologique des naissances : 
- Polyeucte Berlier de Vauplane (1846 - 1920), avocat ;
- Lucien Bégule (1848 - 1935), maître verrier et archéologue ;
- Léon de Beylié (1849-1910), général de brigade, archéologue, amateur d'art et mécène, commandeur de la Légion d'honneur ;
- Henri Berlier de Vauplane (1853 - 1937), avocat, professeur de droit et critique musical ;
- Léo Taxil (1854-1907), écrivain ;
- Léon Galle (1854-1914), érudit et bibliophile ;
- Pierre Termier (1859-1930), géologue ;
- Fernand Anginieur (1868-1914), militaire et explorateur ;
- Joseph Olphe-Galliard (1877-1960), résistant, officier aviateur et chapelain, aumônier général des Forces françaises libres ;
- Joseph Billioud (1888-1963), archiviste et historien ;
- Pierre Teilhard de Chardin (1881-1955), jésuite, chercheur, théologien, paléontologue et philosophe ;
- Eugène Bonnasse (1884-1944), banquier marseillais ;
- Gabriel Piguet (1887-1952), évêque de Clermont pendant la Seconde Guerre mondiale, décoré de la médaille Justes parmi les nations par le comité Yad Vashem ;
- Bernard Barny de Romanet (1894-1921), as de guerre, créateur de l'escadrille de chasse SPA 167 et recordman du monde de vitesse sur avion[12] ;
- Antoine de Saint-Exupéry (1900-1944), écrivain, poète et aviateur ;
- Henri de Lagrevol (1905-1980), jésuite ;
- le lieutenant-colonel Charles-Gilbert de La Chapelle (1914-2000), ancien chef de corps du 1er régiment étranger de cavalerie ;
- Tom Morel (1915-1944), lieutenant de Chasseur alpin de l'armée française pendant la Seconde Guerre mondiale et résistant, chef du maquis des Glières en Haute-Savoie, assassiné en 1944 par un milicien. Fait chevalier de la Légion d'honneur en 1940 à l'âge de 24 ans, et décoré à titre posthume de la croix de la Libération par le général de Gaulle. Il figure, sous son nom de baptême Théodose Morel, sur le mémorial de l'atrium de Mongré ;
- Francisque Perrut (1920-2018), homme politique français, député du Rhône, vice-président de la région Rhône-Alpes, conseiller régional, conseiller général, 1er adjoint de Villefranche-sur-Saône, directeur adjoint de Notre-Dame-de-Mongré, professeur de lettres classiques, commandeur de l'ordre de l'Honneur (Grèce), chevalier de la Légion d'honneur ;
- Nicolas de Tavernost (1950-), dirigeant de chaînes de télévision français, président du directoire de la chaîne de télévision M6 et administrateur du club des Girondins de Bordeaux ;
- Bernard Perrut (1957-), homme politique français, député-maire de Villefranche-sur-Saône, conseiller régional de la région Rhône-Alpes puis Auvergne-Rhône-Alpes, président de la communauté d'agglomération de Villefranche-sur-Saône ;
- Laurent Solly (1970-), haut fonctionnaire et directeur général de Facebook France ;
- Benjamin Biolay (1973-), musicien et acteur ;
- Woodkid (1983-), réalisateur, musicien et graphiste ;
- Alexandre Portier (1990-), homme politique français, ministre délégué, député du Rhône, vice-président de la communauté d'agglomération Villefranche Beaujolais Saône, adjoint au maire de Villefranche-sur-Saône ;
- Robin Bourlet (2004-), réalisateur, scénariste et acteur ;
- Baptiste Gateau (2005-), ostéopathe, joueur de tennis professionnel.

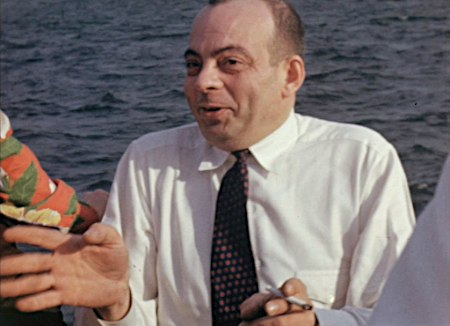
Antoine de Saint-Exupéry.
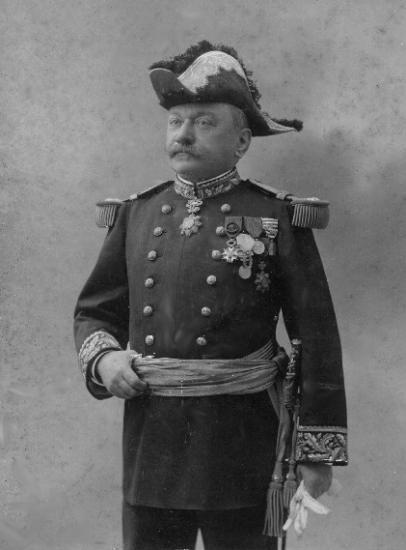
Général Léon de Beylié.
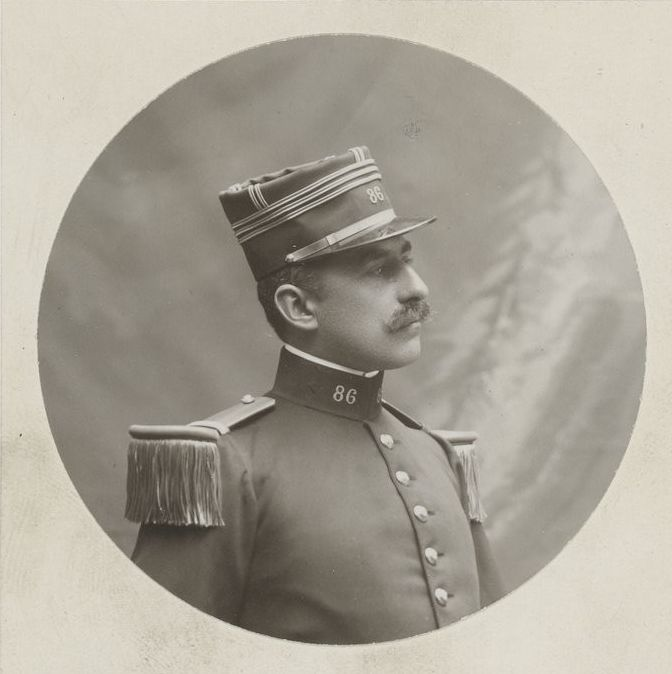
Fernand Anginieur.
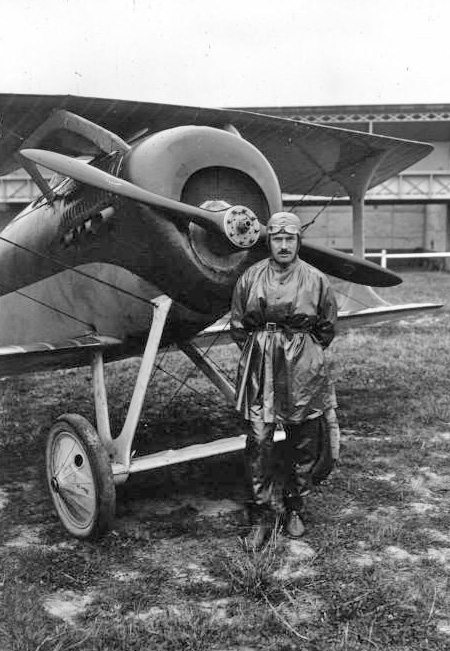
Bernard Barny de Romanet.
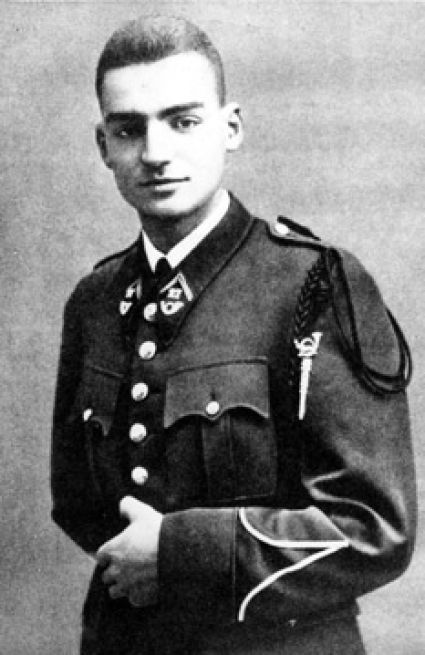
Tom Morel.
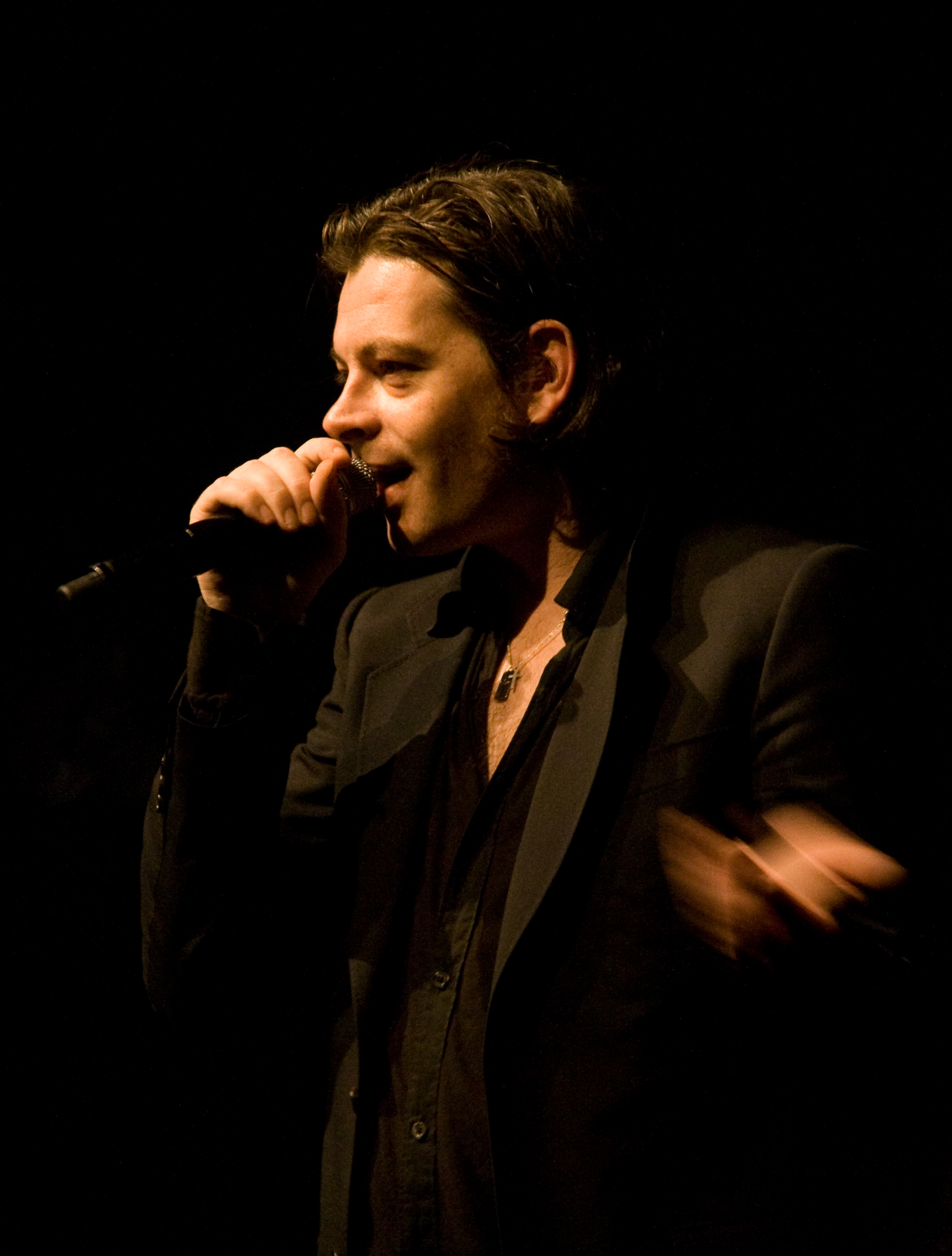
Benjamin Biolay.

### Anciens professeurs célèbres
- Victor Fontoynont, professeur de philosophie et helléniste.
- Francisque Perrut, professeur de français, latin, grec, chef de chœur, Directeur-adjoint.
- Désiré Walter, organiste, maître de chapelle.

### Morts pour la France
On dénombre 175 anciens élèves de Mongré morts pour la France lors de la Première Guerre mondiale. Leurs noms sont gravés sur une plaque commémorative dans l'atrium du lycée.